# Jedrska magnetna resonanca
Jêdrska magnétna resonánca je fizikalni pojav, ki opisuje interakcijo magnetnih momentov atomskih jeder z elektromagnetnim poljem s frekvenco enako lastni frekvenci jeder. Pri tem merimo magnetne lastnosti snovi posredno, prek absorbiranega in izsevanega elektromagnetnega sevanja. Pogosto se za jedrsko magnetno resonanco uporablja kratica NMR, ki izhaja iz angleškega izraza nuclear magnetic resonance.
Pojav sta leta 1946 neodvisno odkrila Felix Bloch in Edward Mills Purcell in za njegovo okritje leta 1952 skupaj prejela Nobelovo nagrado za fiziko.
Jedrska magnetna resonanca je spektroskopska tehnika, s katero lahko določimo fizikalne, kemijske in elektronske lastnosti molekul. Služi tudi kot osnova za slikanje z magnetno resonanco. NMR najdemo tudi med predlaganimi tehnikami za gradnjo kvantnih računalnikov.

## Delovanje jedrske magnetne resonance
Vzorec vstavimo v statično magnetno polje. Antena (navadno kar tuljava, ki obdaja vzorec) obseva vzorec z radijskimi valovi. Pri določeni frekvenci atomska jedra v vzorcu absorbirajo valovanje in ob tem preidejo iz osnovnega v vzbujeno stanje. Po določenem času se jedra vrnejo v osnovno stanje in ob tem izsevajo elektromagnetno valovanje, kar zaznamo s tuljavo. Merimo lahko, kolikšen del prejete energije so jedra izsevala nazaj, ter po kolikšnem času.
Za poskus z jedrsko magnetno resonanco potrebujemo jedra, ki imajo od nič različen magnetni moment. Takšna jedra morajo imeti liho število protonov ali nevtronov, npr. 1H, 2H, 13C, 15N, 31P, 19F. 
Interakcija atomskih jeder z magnetnim poljem zajema tako klasične kot kvantnomehanske pojave, kar vodi v dva različna opisa nekaterih delov procesa. V nadaljevanju bomo obravnavali obe interpretaciji.

### Jedrska precesija
V klasični sliki si lahko atomsko jedro predstavljamo kot nabito vrteče se telo, ki se obnaša kot drobcen magnet. Zunanje magnetno polje, v katerega vstavimo vzorec, povzroča navor na magnetni moment jedra, s katerim ga želi obrniti v smer zunanjega polja. Ker pa se jedro ob tem še vrti, se ne obrne v smer zunanjega polja, ampak začne okrog te smeri precesirati z značilno frekvenco, imenovano Larmorjeva frekvenca. Kot med smerjo magnetnega momenta jedra in smerjo zunanjega magnetnega polja pa je zaradi kvantizacije vrtilne količine jedra kvantiziran. V primeru jedra vodika 1H, ki ima spin 1/2, je lahko magnetni moment bodisi obrnjen v smer magnetnega polja, bodisi v nasprotno smer. Obe orientaciji se razlikujeta po energiji, energijska razlika med tema stanjema je 2μB, pri čemer je μ magnetni moment jedra, B pa gostota magnetnega polja. Kadar vzorca ne obsevamo z elektromagnetnim valovanjem, je v smer magnetnega polja usmerjeno malenkostno več jeder kot v nasprotno smer.
Kljub temu, da je magnetni moment posameznega jedra kvantiziran, pa se magnetizacija, ki je vektorska vsota velikega števila magnetnih momentov jeder, obnaša kot klasična količina. Usmerjena je v smer zunanjega magnetnega polja, njena velikost pa je premo sorazmerna gostoti magnetnega polja.

### Vzbujanje
Ko na anteno priključimo izmenično električno napetost, ta v vzorcu ustvari izmenično magnetno polje B1 (ki ga ne smemo zamenjevati s prej opisanim statičnim magnetnim poljem). Kvantnomehansko si lahko magnetno polje predstavljamo kot mešanico enakega števila levo- in desnosučnih fotonov z energijo, premo sorazmerno frekvenci valovanja. Če je energija fotonov ravno enaka energijski razliki med obema orientacijama magnetnega momenta jedra v statičnem magnetnem polju, foton pa je pravilno sučen, lahko foton, ki interagira z jedrom, povzroči, da to absorbira foton in zamenja orientacijo.
Klasično gledano lahko magnetno polje B1 razstavimo kot superpozicijo dveh komponent, od katerih se ena vrti okoli smeri zunanjega statičnega magnetnega polja v smeri urinega kazalca, druga pa v nasprotni smeri. Če je frekvenca vrtečega se magnetnega polja ravno enaka frekvenci precesije jeder, komponenta, ki se vrti v isti smeri kot precesira magnetizacija, deluje nanjo z navorom, ki spremeni kot med magnetizacijo in smerjo zunanjega statičnega magnetnega polja.

### Relaksacija
Vzorec je po tem, ko vzbujevalni signal preneha, v vzbujenem stanju. Jedra ob vrnitvi v osnovno stanje izsevajo elektromagnetno valovanje. Temu procesu pravimo relaksacija in je obrnjen proces od malo prej opisanega procesa vzbujanja. Izsevano valovanje ima isto frekvenco kot vzbujevalni signal, in ga lahko zaznamo z isto anteno.
Pri relaksaciji ločimo dva različna pojava. Spinsko-mrežna relaksacija ali longitudinalna relaksacija opisuje vračanje magnetizacije po prenehanju vzbujevalnega signala v ravnovesno stanje, torej v smer zunanjega magnetnega polja. Karakterističnemu času pravimo spinsko-mrežni relaksacijski čas in ga označimo s T1. Spinsko-mrežna relaksacija opisuje, kako hitro oddajajo jedra z magnetnim dipolom prejeto energijo okolici.
Signal pa v praksi pada hitreje, kot bi napovedala le spinsko-mrežna relaksacija, ker jedra čutijo magnetno polje drugih jeder, kar zmoti njihovo fazno povezavo. Pojavu pravimo spinsko-spinska relaksacija, odgovarjajočemu karakterističnemu času pa spinsko-spinski relaksacijski čas in ga označujemo s T2. Za razliko od spinsko-mrežne relaksacije, ki opisuje vračanje magnetizacije v smer zunanjega polja, opisuje spinsko-spinska relaksacija zmanjševanje pravokotne komponente magnetizacije, zato temu procesu pravimo tudi transverzalna relaksacija.

## Klasični in kvantni opis
Klasičen in kvantni opis sta si v večini vidikov enakovredna – klasični frekvenci vrtenja ustreza kvantna frekvenca fotonov, in v obeh primerih je rezultat neravnovesna magnetizacija vzorca. V praksi lahko nekatere pojave (npr. hitrejša relaksacija v kapljevinah kot v trdninah) lažje razložimo v klasičnem opisu, druge (npr. izmenjava spina med jedrom in elektronom) pa lahko razložimo zgolj s kvantnim opisom.